# Spermophilus erythrogenys
Spermophilus erythrogenys е вид бозайник от семейство Катерицови (Sciuridae).

## Разпространение
Видът е разпространен в Казахстан, Китай, Монголия и Русия.